# Vauxonne
La Vauxonne est une petite rivière française qui coule dans le département du Rhône en région Auvergne-Rhône-Alpes. C'est un affluent droit de la Saône, donc un sous-affluent du Rhône.

## Géographie
La longueur de son cours d'eau est de 18,8 km.
La Vauxonne naît au-dessus - et à l'ouest - de Vaux-en-Beaujolais, d'où probablement son nom. Il prend source à l'est de la commune de Saint-Cyr-le-Chatoux, à 630 m d'altitude, et s'appelle ruisseau de Fonzelle dans cette partie haute.
Coulant continuellement vers l'est, elle se jette dans la Saône, en rive droite, à 170 m d'altitude, juste au sud de l'île de Montmerle, et près du pont de la départementale D20 sur la Saône et au nord du lieu-dit Volday, à Saint-Georges-de-Reneins, localité située à six ou sept kilomètres au nord (en amont) de Villefranche-sur-Saône.

### Communes et cantons traversés
Dans le seul département du Rhône, la Vauxonne traverse les huit communes suivantes, de l'amont vers l'aval, de Saint-Cyr-le-Chatoux (source), Vaux-en-Beaujolais, Le Perréon, Salles-Arbuissonnas-en-Beaujolais, Blacé, Saint-Étienne-des-Oullières, Charentay, Saint-Georges-de-Reneins (confluence).
Soit en termes de cantons, la Vauxonne prend source dans le canton de Gleizé, et conflue dans le même canton, mais traverse le canton de Belleville  le tout dans l'arrondissement de Villefranche-sur-Saône.

## Affluents
La Vauxonne a neuf ruisseaux affluents contributeurs:
- le ruisseau des Bussières (rg), 1,2 km sur la seule commune de Vaux-en-Beaujolais.
- le ruisseau de la Papilloud (rg), 2 km sur la seule commune de Vaux-en-Beaujolais.
- le ruisseau de Montrichard (rd), 2,3 km sur la seule commune de Vaux-en-Beaujolais avec un affluent :
  - la Combe des Fées (rd), 1,1 km sur la seule commune de Vaux-en-Beaujolais.
- le ruisseau de la Ponsonnière ou ruisseau de la Futes (rg), 5,7 km sur les deux communes de Le Perréon et Vaux-en-Beaujolais, avec quatre affluents et de rang de Strahler trois avec un sous-affluent[3] :
  - le ruisseau de Montmain (rd), 2 km sur les deux communes de Le Perréon et Vaux-en-Beaujolais.
  - le ruisseau du Bout du Monde (rg), 2,1 km sur la seule commune du Perréon.
  - le ruisseau du Rosier (rg), 3,5 km sur la seule commune du Perréon, avec un affluent :
    - le ruisseau des Chardilles (rg), 1,8 km sur la seule commune du Perréon.

  - le ruisseau de la Combe (rg), 2,3 km sur la seule commune du Perréon.
- le Manèvre (rg), 2,7 km sur les deux communes de Saint-Étienne-la-Varenne, et le Perréon.
- la Tircon (rg), 3 km sur les deux communes de Saint-Étienne-la-Varenne, et le Perréon.
- la Falcon (rg), 3,4 km sur les deux communes de Saint-Étienne-la-Varenne, et Saint-Étienne-des-Oullières[4].
- Le Sallerin ou le Sovarin (rd), 5,5 km sur les quatre communes de Vaux-en-Beaujolais, Salles-Arbuissonnas-en-Beaujolais, Blacé (source), Saint-Étienne-des-Oullières (confluence).
- le ruisseau de Charron ou ruisseau de Botheland (rg), 2,1 km sur les deux communes de Charentay et Saint-Georges-de-Reneins avec un affluent :
  - le Falcon, 2,1 km (rd), 4,5 km sur les trois communes de Charentay (confluence), Saint-Étienne-la-Varenne, Saint-Étienne-des-Oullières (source)[5],[note 1].

Le rang de Strahler est donc de quatre.

## Hydrologie
La Vauxonne est une rivière assez abondante, comme l'ensemble des cours d'eau issus des monts du Beaujolais.

### La Vauxonne à Saint-Étienne-des-Oullières
Son débit a été observé durant une période de 17 ans (1981-1997), à Saint-Étienne-des-Oullières, localité du département du Rhône située à peu de distance de son confluent avec la Saône. Le bassin versant de la rivière étudié y est de 49,3 km2 soit plus de 90 % de sa totalité[réf. nécessaire].
Le module de la rivière à Saint-Étienne-des-Oullières est de 0,54 m3/s.
La Vauxonne présente des fluctuations saisonnières de débit très marquées. Les hautes eaux se déroulent en hiver et au printemps et se caractérisent par des débits mensuels moyens oscillant entre 0,60 et 0,92 m3/s, de décembre à mai inclus (avec deux maxima, le premier en janvier avec 0,92 m3 et le second en avril avec 0,76 m3/s). Dès le mois de mai, le débit moyen de la rivière baisse rapidement, et cette baisse se poursuit jusqu'à la période des basses eaux. Celles-ci ont lieu en été, de juillet à septembre, entraînant une baisse du débit moyen mensuel allant jusqu'à 0,056 m3 au mois de septembre. À partir du mois d'octobre le débit remonte rapidement. Cependant les fluctuations de débit sont plus prononcées sur de plus courtes périodes et d'après les années. Le régime hydrologique est donc dit pluvio-nival.

### Étiage ou basses eaux
À l'étiage, le VCN3 peut chuter jusque 0,001 m3, en cas de période quinquennale sèche, soit 1 petit litre par seconde, ce qui est bien sûr très sévère, même pour un petit cours d'eau de ces dimensions.

### Crues
Les crues, quant à elles, peuvent être importantes, compte tenu de la taille modeste de la rivière et de son bassin versant. Les QIX 2 et QIX 5 valent respectivement 15 et 22 m3/s. Le QIX 10 est de 27 m3 et le QIX 20 de 31 m3/s, tandis que le QIX 50 n'a pas été calculé étant donné l'insuffisance de la durée d'observation des débits.
Le débit instantané maximal enregistré à la station hydrométrique de Saint-Étienne-des-Oullières durant cette période, a été de 34,1 m3/s le 5 juillet 1993, tandis que la valeur journalière maximale était de 21,3 m3/s le 17 mai 1983. En comparant la première de ces valeurs à l'échelle des QIX de la rivière, il apparaît clairement que cette crue était supérieure à la crue vicennale définie par le QIX 20 et serait d'ordre cinquantennal, donc exceptionnelle. La hauteur maximale instantanée a été de 165 cm ou 1,65 m le 5 juillet 1993,.

### Lame d'eau et débit spécifique
La Vauxonne est une rivière abondante et bien alimentée par les précipitations de son bassin. La lame d'eau écoulée dans son bassin versant est de 346 millimètres annuellement, ce qui est supérieur à la moyenne d'ensemble de la France, mais reste largement inférieur à la moyenne du bassin de la Saône (501 millimètres à Lyon). Le débit spécifique de la rivière (ou Qsp) se monte à 11,0 litres par seconde et par kilomètre carré de bassin.

## Tourisme

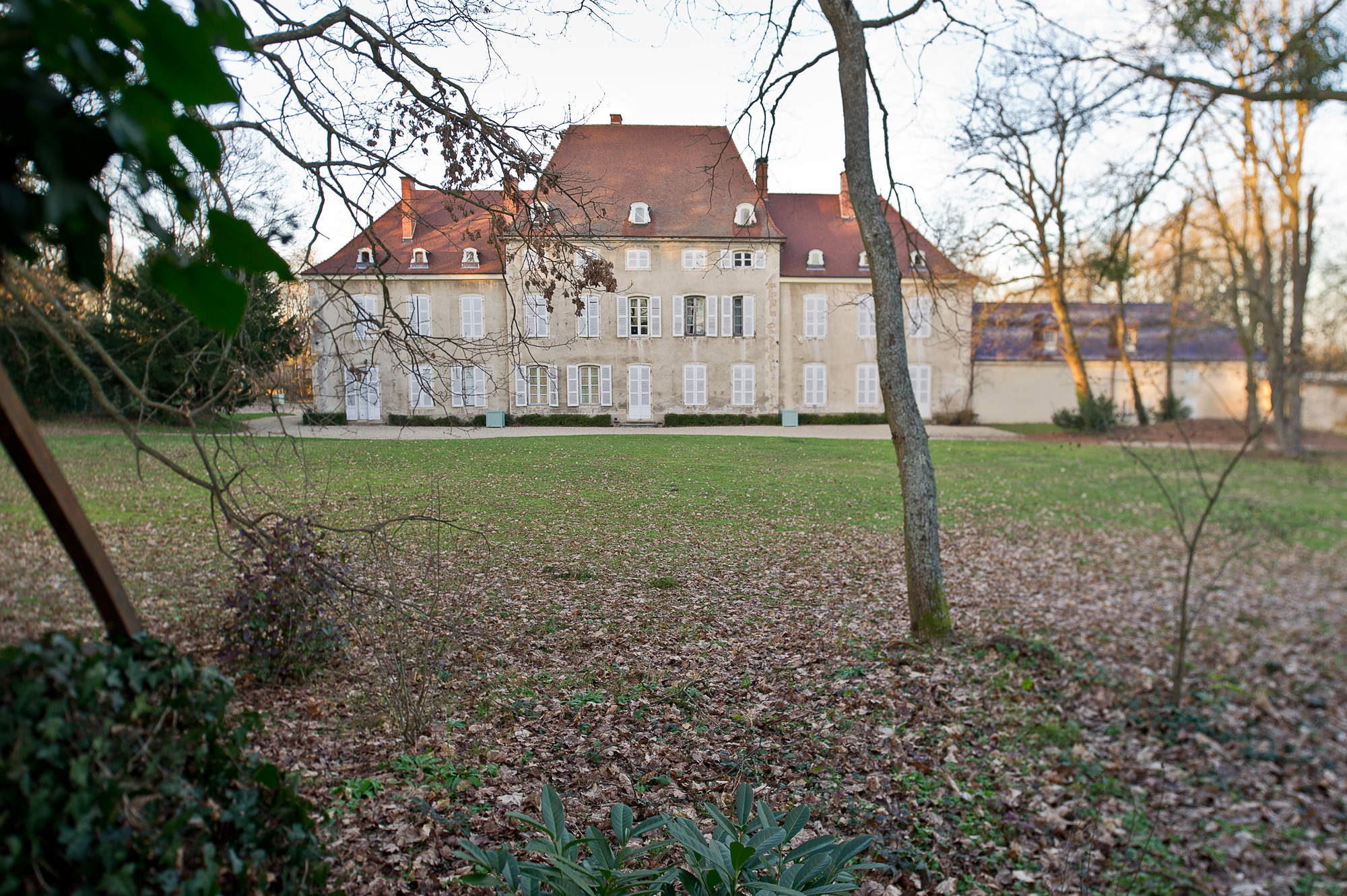
Le château de Vallières à Saint-Georges-de-Reneins.

Le château de Vallières (propriété privée) Inscrit MH (1974) est à moins de 200 mètres de la Vauxonne.